# Пам'ятки Веселинівського району
У Веселинівському районі Миколаївської області на обліку перебуває  пам'яток архітектури, 37 — історії та 3 монументального мистецтва.

## Пам'ятки архітектури
| №п/п | Охоронний номер | Найменування пам'ятки    | Адреса                                                           | Рік                          | Автор         | Фото |
| ---- | --------------- | ------------------------ | ---------------------------------------------------------------- | ---------------------------- | ------------- | ---- |
| 1.   |                 | Адміністративний будинок | Смт Веселинове, вул. Леніна, 12                                  | 1946                         | О. І. Тищенко |      |
| 2.   |                 | Залізнична станція       | Станція Колосівка, Південно-Західна залізниця, вул. Привокзальна | 1909                         | О. І. Тищенко |      |
| 3.   |                 | Водонапірна башта        | Село Подолянка                                                   | 1927                         | О. І. Тищенко |      |
| 4.   |                 | Будинок культури         | Село Широколанівка, вул. Леніна ріг вул. Театральної             | Кін. 1920-х, поч. 1930-х рр. | О. І. Тищенко |      |
| 5.   |                 | Чоловіча гімназія        | Село Широколанівка, вул. Леніна                                  | початок ХХ ст.               | О. І. Тищенко |      |
| 6.   |                 | Костьол                  | Село Широколанівка, вул. Леніна                                  | Сер. XIX ст.                 | О. І. Тищенко |      |
| 7.   |                 | Церква Другої Пречистої  | Село Широколанівка                                               | II пол. XIX ст.              | О. І. Тищенко |      |
|      |                 |                          |                                                                  |                              |               |      |

## Пам'ятки історії
| №п/п | Охоронний номер | Найменування пам'ятки | Адреса                                    | Рік  | Автор       | Фото |
| ---- | --------------- | --- | ----------------------------------------- | ---- | ----------- | ---- |
| 1.   | 1479            | Пам'ятний знак на честь воїнів-земляків, загиблих у роки ВВВ.                                                                                          | Смт Веселинове, Комсомольський парк       | 1969 |             |      |
| 2.   | 793             | Пам'ятне місце, де відбувся перший комсомольський суботник.                                                                                            | Смт Веселинове, провулок Шевченко         | 1970 |             |      |
| 3.   | 795             | Братська могила радянських воїнів (10 чоловік) та пам’ятний знак на честь воїнів-земляків, загиблих у роки ВВВ (пам’ятник комплексний).                | Смт Веселинове (комсомольський парк)      | 1954 |             |      |
| 4.   | 790             | Могила старшого лейтенанта Мартинова І. Я., який загинув при звільненні села Бондарівка.                                                               | Село Бондарівка, кладовище                | 1969 |             |      |
| 5.   | 791             | Пам'ятний знак на честь воїнів-земляків, загиблих у роки ВВВ.                                                                                          | Село Бондарівка, біля школи               | 1975 |             |      |
| 6.   | 816             | * Пам'ятник Герою Радянського Союзу Кисиленко І. Р. (1923—1945)                                                                                        | Село Бондарівка, біля школи               | 1967 | ск. Томілін |      |
| 7.   | _               | Пам'ятний знак на честь воїнів-визволителів. | Село Варюшине                             | 1987 |             |      |
| 8.   | 225             | Братська могила радянських воїнів (19 чоловік) та пам’ятний знак на честь воїнів-земляків, загиблих у роки ВВВ (пам’ятник комплексний).                | Село Варюшине, кладовище                  | 1951 |             |      |
| 9.   | 227             | Братська могила радянських воїнів (5 чоловік) та пам’ятний знак на честь воїнів-земляків, загиблих у роки ВВВ.                                         | Село Весняна Квітка                       | 1955 |             |      |
| 10.  | 796             | Пам'ятний знак на честь воїнів-земляків, загиблих у роки ВВВ.                                                                                          | Село Градівка                             | 1965 |             |      |
| 11.  | 228             | Братська могила радянських воїнів (14 чоловік). | Село Звенигородка                         | 1965 |             |      |
| 12.  | 797             | Пам'ятний знак на честь воїнів-земляків, загиблих у роки ВВВ.                                                                                          | Село Звенигородка                         | 1967 |             |      |
| 13.  | 229             | Братська могила радянських воїнів (2 чоловіки). | Село Катеринівка                          | 1952 |             |      |
| 14.  | 799             | Пам'ятний знак на честь воїнів-земляків, загиблих у роки ВВВ.                                                                                          | Село Колосівка                            | 1967 |             |      |
| 15.  | 798             | Братська могила радянських воїнів (13 чоловік). | Станція Колосівка                         | 1967 |             |      |
| 16.  | 820             | Пам'ятник Герою Радянського Союзу Степанову М.К. (1912—1962)                                                                                           | Село Колосівка                            | 1969 |             |      |
| 17.  | 800             | Пам'ятний знак на честь воїнів-земляків, загиблих у роки ВВВ.                                                                                          | Село Кубряки                              | 1975 |             |      |
| 18.  | 231             | Братська могила радянських воїнів (9 чоловік). | Смт Кудрявцівка                           | 1967 |             |      |
| 19.  | 801             | Будинок, в якому розташовувався штаб героя Громадянської війни Котовського Г. І.                                                                       | Смт Кудрявцівка (ст. Колосівка)           | 1970 |             |      |
| 20.  | 802             | Братська могила радянських воїнів (9 чоловік). | Село Кутузівка                            | 1963 |             |      |
| 21.  | 803             | Братська могила мирних жителів (4 чоловіки). | Село Луб’янка                             | 1967 |             |      |
| 22.  | 804             | Пам'ятний знак на честь воїнів-земляків, загиблих у роки ВВВ.                                                                                          | Село Луб’янка                             | 1970 |             |      |
| 23.  | 806             | Пам'ятний знак на честь воїнів-земляків, загиблих у роки ВВВ.                                                                                          | Село Миколаївка                           | 1970 |             |      |
| 24.  | 805             | Могила Невідомого солдата, який загинув при визволенні села Михайлівка у 1944 році.                                                                    | Село Михайлівка                           | 1970 |             |      |
| 25.  | 807             | Братська могила радянських воїнів (кількість не встановлена).                                                                                          | Село Нововоскресенка, кладовище           | 1965 |             |      |
| 26.  | 808             | Братська могила радянських воїнів (кількість не встановлена).                                                                                          | Село Новомиколаївка, кладовище            | 1956 |             |      |
| 27.  | 809             | Братська могила радянських воїнів (4 чоловіки). | Село Новосвітлівка, кладовище             | 1967 |             |      |
| 28.  | 232             | Братська могила радянських воїнів (6 чоловік). | Село Петрівка, біля школи                 | 1947 |             |      |
| 29.  | 812             | Братська могила радянських воїнів (Коваль П. І. та 2 Невідомих).                                                                                       | Село Подолянка                            | 1949 |             |      |
| 30.  | 813             | Пам'ятний знак на честь воїнів-земляків, загиблих у роки ВВВ.                                                                                          | Село Подолянка, біля школи                | 1965 |             |      |
| 31.  | 811             | Братська могила радянських воїнів (кількість не встановлена) та пам’ятний знак на честь воїнів-земляків, загиблих у роки ВВВ (пам’ятник комплексний).. | Село Поділля, біля будинку культури       | 1975 |             |      |
| 32.  | 234             | Братська могила радянських воїнів (Андреєва І. М., Табукашвілі А. Є. та одного невідомого).                                                            | Село Покровка, кладовище                  | 1967 |             |      |
| 33.  | 1460            | Братська могила учасників громадянської війни (5 чоловік) та пам'ятний знак на честь воїнів-земляків, загиблих у роки ВВВ (пам'ятник комплексний).     | Село Покровка, біля будинку культури      | 1975 |             |      |
| 34.  | 814             | Братська могила радянських воїнів (кількість не встановлена).                                                                                          | Село Поріччя, біля будинку культури       | 1967 |             |      |
| 35.  | 815             | Пам'ятний знак на честь воїнів-земляків, загиблих у роки ВВВ.                                                                                          | Село Райдолина, центр села                | 1970 |             |      |
| 36.  | 235             | Братська могила радянських воїнів (3 чоловіки). | Село Ставки, біля школи                   | 1963 |             |      |
| 37.  | 236             | Братська могила радянських воїнів (6 чоловік). | Село Широколанівка, біля будинку культури | 1955 |             |      |
|      |                 | |                                           |      |             |      |

## Пам'ятки монументального мистецтва
| №п/п | Охоронний номер | Найменування пам'ятки                                                                          | Адреса                             | Рік  | Автор                               | Фото |
| ---- | --------------- | ---------------------------------------------------------------------------------------------- | ---------------------------------- | ---- | ----------------------------------- | ---- |
| 1.   | 817             | Пам'ятник Леніну В. І.                                                                         | Селище Веселинове, вул. Леніна, 12 | 1970 | Ск. П. В. Стріляїв, арх. Е.І. Рулов |      |
| 2.   | 818             | Пам'ятник Шевченку Т. Г. – видатному українському письменнику, поету, революціонеру-демократу. | Веселинове, сквер ім. Шевченка     | 1956 |                                     |      |
| 3.   | 824             | Пам'ятник Мічуріну І. В. — видатному радянському селекціонеру.                                 | Село Покровка                      | 1965 |                                     |      |
|      |                 |                                                                                                |                                    |      |                                     |      |